# قطعنامه ۹۷۹ شورای امنیت
قطعنامه  ۹۷۹ شورای امنیت سازمان ملل متحد که در تاریخ ۰۹ مارس ۱۹۹۵ تصویب شد، سندی بین‌المللی دربارهٔ دیوان بین‌المللی دادگستری است. این قطعنامه طی نشست ۳۵۰۷ام    تصویب شد.